# Alfredia integrifolia
Alfredia integrifolia là một loài thực vật có hoa trong họ Cúc. Loài này được (Iljin) Tulyag. mô tả khoa học đầu tiên năm 1987.